# Jünnani csuszka
A jünnani csuszka (Sitta yunnanensis) a verébalakúak (Passeriformes) rendjébe, ezen belül a csuszkafélék (Sittidae) családjába tartozó faj.
A magyar név forrással nincs megerősítve.

## Előfordulása
Kína délnyugati részén honos. A természetes élőhelye szubtrópusi és trópusi száraz erdők

## Megjelenése
Testhossza 12 centiméter. Tollazata felül kék, alul kékesszürke. Fekete szemsávja van.